# Börje Wickbom
Börje Gustaf Wickbom, född den 19 april 1889 i Växjö, död där den 19 januari 1973, var en svensk militär.
Wickbom  blev underlöjtnant vid Kronobergs regemente 1910. Han var aspirant vid generalstaben 1919–1922 samt kadettofficer och lärare vid Krigsskolan 1923–1934. Wickbom befordrades till major 1934, till överstelöjtnant 1937 och till överste på reservstat 1942. Han var befälhavare i Växjö försvarsområde 1942–1946 och i Malmö försvarsområde 1947–1948. Wickbom blev riddare av Svärdsorden 1931 och kommendör av samma orden 1947.
Börje Wickbom var son till bankdirektör Gustaf Wickbom och Amalia Graaf. Han gifte sig 1923 med Elsa Quiding, dotter till bokhandlaren Axel Quiding och Alma Åberg. Makarna var föräldrar till Jan och Sten Wickbom.
Börje Wickbom är gravsatt i minneslunden på Skogskyrkogården i Stockholm.